# スポーツ・アイ ESPN
スポーツ・アイ ESPN（スポーツ・アイ イーエスピーエヌ、Sports-i ESPN）は、1992年10月から2006年3月まで放送していたスポーツ専門チャンネルである。

## 概要
1987年に設立された株式会社ジャパンスポーツチャンネルにより、スポーツ・アイとして放送を開始した。放送部門をNHK、営業面を伊藤忠商事（伊藤忠）が分担。放送権を有効利用したいNHKと、衛星を有効利用したい伊藤忠との発案で始まった。
1990年4月、ケーブルテレビ局向け番組配信を開始。当初の編成制作技術部門は全てNHK出身の人材で固められた。
1992年、委託放送事業者となるにあたって、伊藤忠は音楽専門チャンネルスペースシャワーTVにも出資しており、マスメディア集中排除原則が現在より厳しく運用されていたため、伊藤忠の保有比率を下げるためにプロ野球球団を持つオリックスが出資をし、編成部門に参画するようになる。
開局時の目玉として、Jリーグの開幕全試合放送を掲げたが、Jリーグの人気が高まり、地上波各局による放映権の争奪が始まる。安定したコンテンツ供給源を持たなかったため、次第に人気コンテンツの取得が難しくなる。その後、NHKの拡大に対する世の中の批判も強まり、NHKからのコンテンツの供給も難しくなる。最終的には、米ESPNのコンテンツ以外は自主調達を余儀なくされるようになる。
2000年、累積損失を抱えたジャパンスポーツチャンネルを会社清算、新会社である株式会社スポーツ・アイ ネットワークに引き継がれる（同じ伊藤忠系のスペースシャワーTVも1997年に同様の手法（スペースシャワー→スペースシャワーネットワーク）で新会社に運営を承継している）。
株式会社スポーツ・アイ ネットワークは、2005年11月1日にJ SPORTSを放送する株式会社ジェイ・スポーツ・ブロードキャスティング（現：ジェイ・スポーツ）と合併。2006年4月1日にJ SPORTSのチャンネル再編に伴い、チャンネル名を「J sports ESPN」に変更、「スポーツ・アイ」の名称が消滅した。
合併に先立ち、2004年まで自社製作だった「ドラマティック プロ野球・パ!」（ソフトバンク戦主催ゲーム中継）も2005年からはJ SPORTS配給・製作で放送されるようになった。2006年シーズンはチャンネル名変更前から「J SPORTS STADIUM 2006」の名称が使用されていた。
ステーション名中に"ESPN"とあるように、アメリカのスポーツ専門テレビ局・ESPNと提携しているが、米ESPN制作番組の比率はそれほど高くなかった。
これは、放映権が日米で異なるため、米ESPNが制作した番組であってもスポーツ・アイ ESPNでは放送できないものが多数存在していたためである。（これは「J sports ESPN」でも同様である）
なお後身のJ SPORTSでも引き続きESPNの名前を冠した「J sports ESPN」だが、J SPORTSのBSデジタル放送進出に伴い、2011年10月に新「J SPORTS 3」に再編され、ESPNの冠は2011年9月に完全消滅したものの、提携は続ける。

## 沿革
- 1987年7月27日 - 株式会社ジャパンスポーツチャンネル設立。
- 1990年4月30日 - ケーブルテレビ局向け配信開始。
- 1992年10月1日 - 「スポーツ・アイ」（Sports-i）として、CS BAANによるCSアナログ放送（有料放送）開始。コールサインはJO42-CS-TV。
- 1993年 - JリーグのCS放映権獲得（-1996年）
- 1996年10月1日 -　チャンネル名を「スポーツ・アイ ESPN」（Sports-i ESPN）に変更。パーフェクTV!（現：スカパー!プレミアムサービス）での放送を開始。
- 2000年3月1日 - 株式会社ジャパンスポーツチャンネル（伊藤忠商事・オリックス等が出資）を会社清算。新会社「株式会社スポーツ・アイ・ネットワーク」（伊藤忠・米ESPNが出資）に業務を承継。
- 2002年7月 - 110度CS放送スカイパーフェクTV!2（現：スカパー!）での放送を開始（委託放送事業者はアクティブ・スポーツ・ブロードキャスティング）。
- 2003年2月 - 東京放送（TBS、現：東京放送ホールディングス）がスポーツ・アイ・ネットワークに出資。
- 2005年11月1日 - 株式会社スポーツ・アイ・ネットワークと株式会社ジェイ・スポーツ・ブロードキャスティング（現：株式会社ジェイ・スポーツ）が合併。
- 2006年4月 - J SPORTSとのチャンネル統合により、「J sports ESPN」にチャンネル名変更。

（以降はJ SPORTSの項参照）

## 主な番組（2006年3月まで）
- スポーツセンターUSA
- 野球
  - ドラマティック プロ野球・パ!（オリックス、福岡ダイエー・ソフトバンク主催試合を中心にパ・リーグの公式戦放送、〜2005年）
  - J SPORTS STADIUM（2006年）
  - 2006ワールド・ベースボール・クラシック（WBC）
  - 都市対抗野球大会（1990年代の一時期）
  - 東京六大学野球（東京MXテレビ中継分の録画放送、90年代後半）
- サッカー
  - Jリーグ中継（1993-96年　現在も継承したJ SPORTSでJ1の全試合とJ2の一部試合を中継）
  - リーグ・アン（フランスリーグ）
  - スコティッシュ・プレミアリーグ
- モータースポーツ
  - WRC世界ラリー選手権
  - AMAスーパークロス世界選手権
- 格闘技
  - 新日本プロレス S.X.W
  - PRIDE REVIVAL
  - 劇戦!大相撲
  - 新極真魂
  - S.X.B プロボクシング（フライデーナイトファイト）
- ウィンタースポーツ
  - NHLアイスホッケー
  - 2006全米フィギュアスケート選手権
- X-Sports 2006
- Movin' you Honda
- スポーツ・ドキュメント O.E.Z.
- Fittness-i
- 開局当初は特別競輪（現在のGP、GI、GIIに相当するクラスを中心に）の実況も行われたが、SPEEDチャンネル開局に伴って中継は廃止された。